# Слобода (Костромской район)
Слобода — деревня в Костромском районе Костромской области. Входит в состав Кузьмищенского сельского поселения.

## География
Находится в юго-западной части Костромской области на расстоянии приблизительно 20 км на северо-восток по прямой от железнодорожной станции Кострома-Новая.

## История
В 1907 году здесь было учтено 23 двора.

## Население
Постоянное население составляло 109 человек (1897 год), 119 (1907), 0 как в 2002 году, так и в 2022.